# Mountain Grove
Mountain Grove is een plaats (city) in de Amerikaanse staat Missouri, en valt bestuurlijk gezien onder Texas County en Wright County.

## Demografie
Bij de volkstelling in 2000 werd het aantal inwoners vastgesteld op 4574.
In 2006 is het aantal inwoners door het United States Census Bureau geschat op 4628, een stijging van 54 (1,2%).

## Geografie
Volgens het United States Census Bureau beslaat de plaats een oppervlakte van
11,0 km², waarvan 10,9 km² land en 0,1 km² water.

## Plaatsen in de nabije omgeving
De onderstaande figuur toont nabijgelegen plaatsen in een straal van 32 km rond Mountain Grove.